# Bill Stanfill
Bill Stanfill (13 de janeiro de 1947 – 10 de novembro de 2016) foi um jogador profissional de futebol americano estadunidense

## Carreira
Bill Stanfill foi campeão da temporada de 1973 da National Football League jogando pelo Miami Dolphins.